# 第2步兵旅 (以色列)
第2卡梅利步兵旅（希伯來語：‎ Hativat Carmeli ，前身為第165步兵旅）是以色列國防軍的一個後備步兵旅，隸屬於北方司令部。該旅由四個營組成，其中包括一個偵察營，兵源來自第1戈蘭尼步兵旅第13營已完成義務服役的士兵組成。。

## 歷史
第2卡梅利步兵旅成立於1948年2月22日，正值1948年1948年以色列-阿拉伯戰爭期間。成立初期，該旅建立第21、第22和第23三個營，在戰爭後期成立了第24營。此後，該旅參與了以色列所有的主要戰爭和幾乎所有主要行動，包括第二次以阿戰爭、六日戰爭、以埃消耗戰爭、贖罪日戰爭、利塔尼行動、1982年及2006年黎巴嫩戰爭、以色列—哈瑪斯戰爭以及巴勒斯坦起義期間的各種行動。